# Colobot
| Системные требования Colobot | Системные требования Colobot                                           | Системные требования Colobot                                           |
| ---------------------------- | ---------------------------------------------------------------------- | ---------------------------------------------------------------------- |
|                              | Минимальные                                                            | Рекомендуемые                                                          |
| Windows                      |                                                                        |                                                                        |
| ОС                           | Windows 95/98/ME/2000/XP                                               | Windows 95/98/ME/2000/XP                                               |
| ЦПУ                          | P300                                                                   | P300                                                                   |
| Объём ОЗУ                    | 256 Мб RAM                                                             | 256 Мб RAM                                                             |
| Информационный носитель      | CD-ROM                                                                 | CD-ROM                                                                 |
| Видеокарта                   | DirectX 8, 3D accelerator board с 16 Мб RAM (не поддерживаются Voodoo) | DirectX 8, 3D accelerator board с 16 Мб RAM (не поддерживаются Voodoo) |
| Устройства ввода             | клавиатура, мышь, джойстик                                             | клавиатура, мышь, джойстик                                             |

| Системные требования Colobot:Gold edition | Системные требования Colobot:Gold edition                                                                    | Системные требования Colobot:Gold edition                                          |
| ----------------------------------------- | --- | ---------------------------------------------------------------------------------- |
|                                           | Минимальные                                                                                                  | Рекомендуемые                                                                      |
| Windows                                   | |                                                                                    |
| ОС                                        | Microsoft Windows 95/98/98SE/ME/2000/XP/Vista/7/8, x32 и x64, Linux x64, OS X                                | Microsoft Windows 95/98/98SE/ME/2000/XP/Vista/7/8, x32 и x64, Linux x64, OS X      |
| ЦПУ                                       | 300 MHz (Intel Pentium II или AMD)                                                                           | 733 MHz (Intel Pentium III или AMD Athlon)                                         |
| Объём ОЗУ                                 | 64 MB RAM для Windows 95/98/98SE/ME, или 128 MB и больше для Windows XP/Vista/7/8                            | 128 MB RAM для Windows 95/98/98SE/ME, или 256 MB и больше для Windows XP/Vista/7/8 |
| Видеокарта                                | DirectX 8 или новее, 3D видеокарта с 16 MB V-RAM, с поддержкой DirectX (видеокарты Voodoo не поддерживаются) | 3D видеокарта с 64 MB V-RAM, с поддержкой DirectX                                  |
| Устройства ввода                          | клавиатура и мышь, джойстик                                                                                  | клавиатура и мышь, джойстик                                                        |

Colobot (colonize with bots) — трёхмерная обучающая стратегическая игра. Разработана компанией Epsitec SA. Игра призвана обучить детей (от 10 лет и старше) навыкам программирования в игровой форме.

## История
Разработка началась в 2000 году на основе предыдущих игр компании. 23 июля 2001 года вышла демоверсия 1.0c (e). Выпуск игры состоялся 20 августа 2001. Эксклюзивными дистрибьюторами были выпущены версии 1.3 на CD-дисках на французском в сотрудничестве с Alsyd Multimédia, на польском в сотрудничестве с Manta Multimedia, на немецком — WG-Verlag und Lizenzen AG. Игра запускалась при наличии вставленного CD-диска, с которого к тому же в игре проигрывались фоновые музыкальные треки. Для ознакомления бесплатно предлагалась демоверсия игры с несколькими начальными миссиями под версией 1.17. Нелицензионный перевод на русский выполнила компания Фаргус. Выходили патчи 1.5 (f) для французской и 13 сентября патч 1.7(e) для английской версий. 11 октября вышел последний патч 1.8 (e, f) к дисковой версии. В 2003 году вышла игра Ceebot.
Сообщество  PPC (пол. Polski portal COLOBOTa — польский портал Colobot — colobot.xt.pl, colobot.cba.pl, с 2012 colobot.info) выпустило редактор карт, а в 2008 году объявило о начале собственной разработки Colobot 2. В 2012 году PPC попросили помощи у Epsitec в работе над Colobot 2. По взаимному соглашению Epsitec передала PPC часть (22 012 строк) исходного кода Colobot (использовался и в Ceebot) под лицензией GNU GPL v3. Также PPC было разрешено использовать название «Colobot» и ресурсы игры. Сообщество продолжило разработку оригинальной игры на GitHub под названием Colobot: Gold Edition, первая версия которой вышла в июне 2013 года. В 2014 году сообщество изменило название на International Colobot Community (ICC), а группа активных разработчиков стала называться TerranovaTeam.

## Цель
Цель игры (сюжет) — подготовка планет для колонизации человеком (отсюда и название — Colonize with bots — колонизация с помощью роботов).

## Особенности
Игра содержит несколько режимов игры: миссии с единой сюжетной линией, упражнения, бои, свободная игра, игра на своей карте (в версии 1.8). Для прохождения режима кампании, состоящей из 36-и заданий (в патчах были добавлены несколько новых миссий) на 9-и планетах, навыки программирования необязательны, программы сбора ресурсов или охраны базы предоставляются уже готовыми к запуску и помещёнными в личные меню роботов. После успешного прохождения каждой миссии или нескольких провалов этой миссии становится доступна пошаговая подсказка к прохождению. Роботами можно управлять вручную с помощью клавиш клавиатуры и мыши или джойстика.
К каждой миссии NASA с помощью коммуникатора SatCom посылает задание для астронавта с объяснением, что необходимо сделать. В том же SatCom находится характеристика текущей планеты, полученная с орбитального разведывательного зонда, и обширная справка с описаниями активных предметов и языка Cbot. Также зачастую NASA пересылают готовую заготовку для управления роботами — готовая программа с помощью которой можно решить поставленную задачу миссии.
Главной особенностью игры является возможность создавать программы, в соответствии с которыми в игре действуют роботы (задавая им алгоритмы самостоятельной работы и заменяя ими монотонные действия, которые может делать и сам игрок), поэтому считается, что игра способствует обучению программированию. Язык программирования, встроенный в игру, похож на C++ или Java, но имеется ограничение на размер программы — не более 20 000 символов (10 000 до патча 1.8), что не позволяет писать серьёзные программы вроде имитации искусственного интеллекта.